# Dernières nouvelles de Frau Major

Dernières nouvelles de Frau Major est un spectacle musical inspiré de la vie et de l'œuvre d'Alain Bashung et présenté sur la scène du Théâtre Louis-Aragon à Tremblay-en-France.